# The Back Horn

## Biografía
La banda empezó en torno a abril de 1998, cuando todos los miembros originales llegaron a Tokio . . Yamada Masashi (vocal), Suganami Eijun (guitarra), Matsuda Shinji (batería) y el originario bajista Naoki Hirabayashi configuraron Gyorai que pronto cambiaria su nombre a The Back Horn.
En agosto de 1999 les invitaron a tocar en el Fuji Rock Festival. Esta era su primera exposición major, y un mes después saldría su primer disco, "Doko e Iku". Este miniálbum fue editado en Kando Records y tenía ocho canciones que realmente proponían el sonido único del grupo. Poco tiempo después, la salida de su segundo álbum como indies 'Yomigaeru Hi' en 2000/4/25 dio paso a un tour a escala nacional con 21 conciertos en mayo. Cinco meses después de la salida de "Yomigaeru Hi", su primer sencillo "Fuusen" irrumpió en el mercado, siendo su último lanzamiento para Kando Records en septiembre de 2000. Unos meses más tarde abandonan Kando Records y firman con la discográfica major Speedstar Records. Al poco tiempo de firmar, el bajista Naoki Hirabayashi dejó el grupo.
Fue solo después de la salida de su primer álbum con Speedstar Records, Ningen Program, que encontraron un nuevo bajista, Okamine Kohshu, ya habían sacado sacaron su primeros dos sencillos "Sunny" y "Sora, hoshi, umi no yoru". Aunque Okamine Kohshu no se le hizo de inmediato un miembro a tiempo completo, ayudó en la creación de la siguiente pareja de sencillos "Sekaiju no Shita de" y "Namida ga Koboretara" .Fue sin embargo participa en la grabación del próximo álbum, Shinzoo Orchestra, y al mismo tiempo que acompaña a la banda en giras promocionales, que anunció que se ha convertido en un miembro oficial.
En 2003 la voz de YAMADA persuadió al director de la película Akarui Mirai. Como resultado, enero de 2003 vio el lanzamiento del sencillo "Mirai". Los sencillos "Hikari no Kessho" y "Seimeisen" fueron editados más tarde ese año y los siguió su tercer álbum, "Ikiru Sainou". Naturalmente, la banda actuó varias veces durante ese año entre ellas en "The Tug of Rock’n Rock", "MONSTER BASH" y "ARABAKI ROCK FESTIVAL"
En 2004 la canción "Requiem" formó parte de la banda sonora de CASSHERN. Tres meses más tarde actuaron en dos grandes conciertos en Osaka Hall y Tokyo Hibiya Field (este último grabado para un DVD) donde anunciaron el lanzamiento de su siguiente sencillo, "Yume no hana".Posteriormente pusieron en el mercado los sencillos "Cobalt Blue" y "bakuon yume hanabi" además de participar en "FUJI ROCK", "ROCK IN JAPAN", "RISUNG SUN ROCK" y "RUSH BALL", para terminar el año en el "COUNTDOWN JAPAN Festival".
En 2005 supuso la salida del sencillo "kizuna song", que fue seguido por su cuarto álbum "Headphone Children" que incluyó otra canción de una película "Kiseki" realizada para "terror Zoo". En cuanto a conciertos, su cita anual con los festivales veraniegos más importantes se ha volvió a cumplir, así como otro tour nacional, esta vez con 35 fechas repartidas entre marzo y junio. Más tarde sale a la venta su primer álbum en vivo, titulado Ubugoe Chainsaw que contiene las mejores actuaciones de las canciones de la gira. 2 meses más tarde, The Back Horn actuó en su primer show en Europa, en un festival en Barcelona, España. Luego volvieron a programa regular de conciertos y editaron el sencillo "Back Hole Birthday" a principios de diciembre de 2005, su primer sencillo en meses.
A principios del 2006 lanzan el sencillo "Hajimete no Kokyuu de", posteriormente en abril lanzan su sexto álbum "Taiyou no Naka no Seikatsu". Para finalizar el año The back horn sacaría el sencillo "Koe"
En marzo de 2007 sale a la venta un nuevo sencillo titulado "Utsukushii namae", posteriormente en mayo del mismo año sale a la venta Álbum "THE BACK HORN" y se prevé que para el 14 de noviembre salga su nuevo Sencillo "Wana".

## Integrantes
- Yamada Masashi ( Vocal)
- Suganami Eijun (Guitarra)
- Okamine Kohshu (Bajo)
- Matsuda Shinji (Batería)

## Discografía

### Álbumes
- Doko e Iku – 1999/09/22
- Yomigaeru Hi – 2000/04/25
- Ningen Program – 2001/10/17
- Shinzoo Orchestra – 2002/11/13
- Ikiru Sainou – 2003/10/22
- Headphone Children – 2005/03/16
- Ubugoe Chainsaw (live) – 2005/08/24
- Taiyou no Naka no Seikatsu – 2006/04/19
- THE BACK HORN – 2007/05/23

### Sencillos y Maxisencillos
- Fuusen 2000/09/25
- Sunny 2001/04/25
- Sora, Hoshi, Umi no Yoru 2001/08/22
- Sekaijyu no Shita de 2002/05/29
- Namida ga Koboretara 2002/08/28
- Mirai 2003/01/22
- Hikari no Kesshou 2003/06/18
- Seimeisen 2003/08/20
- Yume no Hana 2004/07/21
- Cobalt Blue 2004/11/03
- Kizuna song 2005/01/26
- Black Hole Birthday 2005/12/16
- Hajimete no kokyuu de 2006/02/08
- Chaos Diver 2006/03/22
- Koe 2006/12/20
- Utsukushii namae 2007/03/21
- Wana 007/11/14

### DVD
- Bakuon Yumehanabi 2004/11/03
- Live In The Sun 2006/09/27
- Maniac Heaven 2006/12/20